# Грунський заказник
Ентомологічний заказник «Грунський» — утрачений об'єкт природно-заповідного фонду, що був оголошений рішенням Сумського Облвиконкому № 430 27.07.1977 року на землях колгоспу «Перше травня». Адміністративне розташування — Охтирський район, Сумська область.

## Характеристика
Площа — 9 га.
Об'єкт на момент створення був місцем поселення диких бджіл.

## Скасування
Рішенням Сумської обласної ради № 227 10.12.1990 року пам'ятка була скасована.
Скасування статусу відбулось по причині втрати свого призначення.
Вся інформація про створення об'єкту взята із текстів зазначених у статті рішень обласної ради, що надані Державним управлянням екології та природних ресурсів Сумської області Всеукраїнській громадській організації «Національний екологічний центр України» ..